# Sergio Vergara (político)
Sergio de Jesús Vergara González (Cabimas, estado Zulia, 4 de septiembre de 1973) es un dirigente político venezolano, abogado, egresado de la Universidad Católica del Táchira y diputado a la Asamblea Nacional por el Circuito 5 del estado Táchira por la Mesa de la Unidad Democrática (MUD), electo en los comicios parlamentarios de 2015. Es coordinador regional electo de Voluntad Popular en Táchira.

## Biografía
Llegó a San Cristóbal, Táchira en 1990, donde cursó la carrera de derecho en la Universidad Católica del Táchira. Posteriormente se desarrolló como empresario. Actualmente cursa una maestría en Gerencia Pública en el IESA.

## Política
Desde el cierre de RCTV en 2007 se fue involucrando en la política, de la mano con Daniel Ceballos y Leopoldo López, siendo en 2009 partícipe de la creación de Voluntad Popular, de la cual sería electo por votación en 2011 como coordinador regional del partido en Táchira.
Posteriormente trabajó como director general de la alcaldía de San Cristóbal junto al alcalde Daniel Ceballos, que debido a su detención el 18 de marzo de 2014, fue alcalde Encargado hasta su sentencia.

## Asamblea Nacional
Ha vivido la mayor parte de su vida en Táchira, donde se posee sus intereses familiares, patrióticos y profesionales. Participó en las primarias de la oposición el 17 de mayo como candidato suplente a la AN por el Circuito San Cristóbal, y posteriormente asumió la candidatura principal que ocupaba Daniel Ceballos, luego de que el TSJ inhabilitara a éste políticamente.
El 6 de diciembre de 2015 resulta elegido con el 75.82% (118.538 votos) siendo uno de los diputados más cantidad de votos en esta elección según datos oficiales del Consejo Nacional Electoral . Tomará posesión del cargo el 5 de enero de 2016 hasta 2021.